# Lega metrica
Lega metrica war ein Längenmaß im Königreich Lombardo-Venetien.
- 1 Lega metrica = 10 Miglia = 10.000 Meter